# Cenk Batu
Der Hamburger Kriminalhauptkommissar Cenk Batu, gespielt von Mehmet Kurtuluş, ist eine fiktive Person aus den vom Norddeutschen Rundfunk verantworteten Folgen der Krimireihe Tatort.

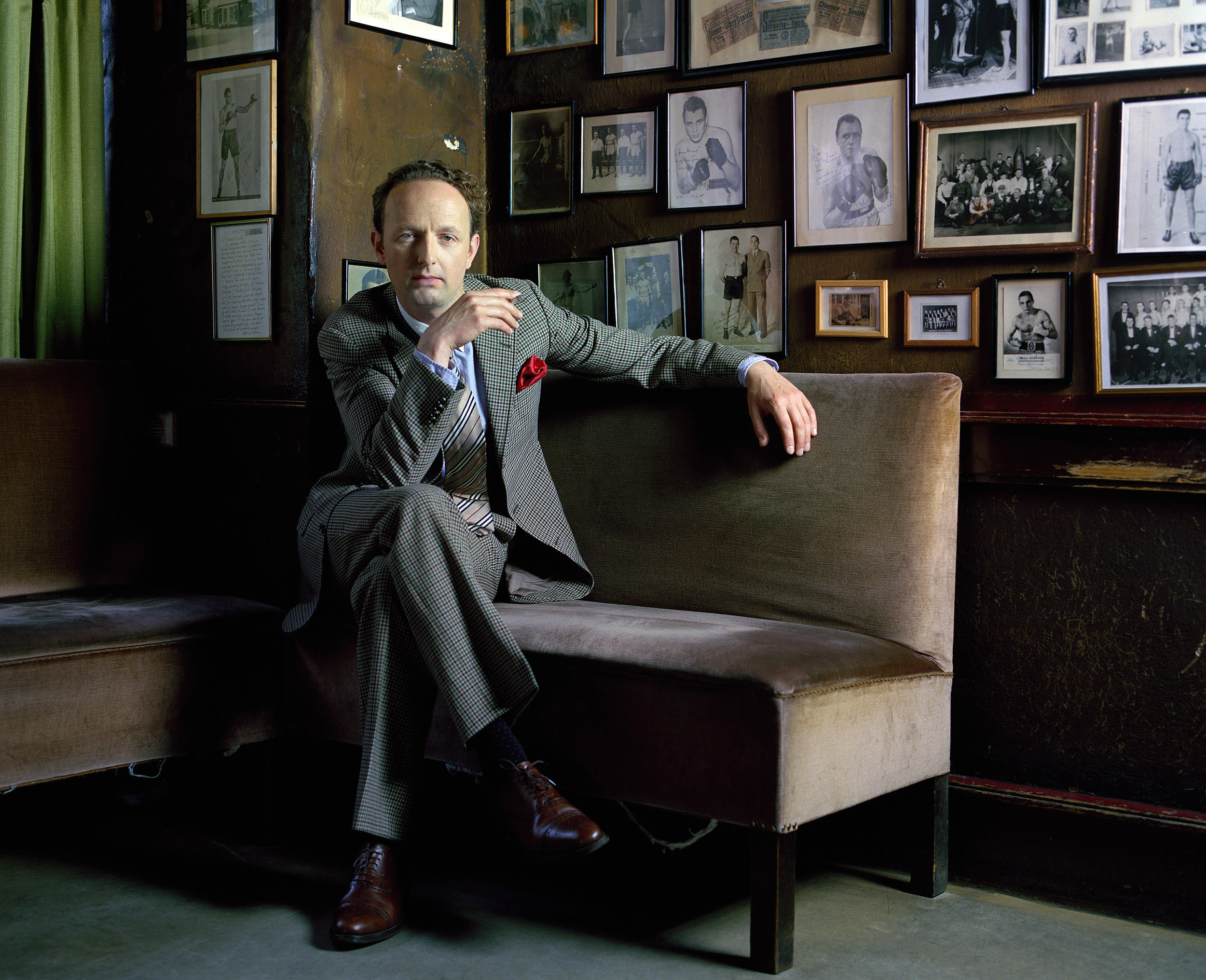
Peter Jordan alias Uwe Kohnau

## Hintergrund
Batu ist der Nachfolger von Jan Casstorff, dessen Schauspieler Robert Atzorn den Tatort nach 15 Folgen nicht fortführen wollte. 2010 kündigte auch Kurtuluş gegenüber dem NDR an, den Tatort nach zwei weiteren Folgen zu verlassen, weil er sich mehr internationalen Filmprojekten widmen wolle. Die letzte Folge mit ihm wurde am 6. Mai 2012 erstausgestrahlt.

## Figuren

### Cenk Batu
Kriminalhauptkommissar Cenk Batu (Mehmet Kurtuluş) lebt allein in der 19. Etage eines der Hamburger Mundsburg-Türme und arbeitet regelmäßig als verdeckter Ermittler. In jeder Folge befindet er sich in einem anderen Einsatz, wobei die langfristige Platzierung des verdeckten Ermittlers meist vorweggenommen wird. Bei seinen Einsätzen hilft ihm gelegentlich seine türkische Abstammung, obwohl sie ihm nicht besonders wichtig ist und er nur schlecht Türkisch spricht. Manchmal sind auch seine Fische zu sehen; er hat ein Warmwasseraquarium. Cenk bedauert die Fische, wenn sie in seiner Abwesenheit wieder nur Chris de Burgh zu hören bekommen haben während Kohnaus Besuchen.

### Uwe Kohnau
Kriminalhauptkommissar Uwe Kohnau (Peter Jordan) führt den verdeckten Ermittler und ist der offizielle Ermittlungsleiter und Chef von Batu. Sie haben ein vertrauensvolles und offenes, aber streng berufliches Verhältnis zueinander. Der kühle, sachliche Kohnau muss Batu immer wieder zur Ordnung rufen oder in Schutz nehmen, weil sich dieser durch seine Emotionalität zu Alleingängen und Ermittlungsmethoden am Rande der Legalität verleiten lässt.

## Fälle
| Fall | Titel                            | Erstausstrahlung | Folge | Drehbuch                           | Regie            | Besonderheiten |
| ---- | -------------------------------- | ---------------- | ----- | ---------------------------------- | ---------------- | --- |
| 1    | Auf der Sonnenseite              | 26. Okt. 2008    | 709   | Christoph Silber, Thorsten Wettcke | Richard Huber    | Publikumspreis der Marler Gruppe 2009; Deutscher Fernsehpreis 2009 für Beste Kamera an Martin Langer; nominiert für die Goldene Kamera 2009 |
| 2    | Häuserkampf                      | 13. Apr. 2009    | 729   | Johannes W. Betz, Peter Braun      | Florian Baxmeyer | |
| 3    | Vergissmeinnicht                 | 28. März 2010    | 760   | Christoph Darnstädt, Tim Krause    | Richard Huber    | |
| 4    | Leben gegen Leben                | 27. Feb. 2011    | 792   | Nils Willbrandt                    | Nils Willbrandt  | |
| 5    | Der Weg ins Paradies             | 18. Dez. 2011    | 821   | Alexander Adolph                   | Lars Becker      | |
| 6    | Die Ballade von Cenk und Valerie | 6. Mai 2012      | 837   | Matthias Glasner                   | Matthias Glasner | Nominiert für den Grimme-Preis 2013 |

## Rezeption
„Wann ist ein Mann ein Mann? Cenk Batu alias Mehmet Kurtulus jedenfalls gibt nicht nur dem ‚Tatort‘ ein neues Gesicht, auch das Männer-Bild wirkt relativ ungewohnt in der Krimi-Bastion. Cool und markant, wortkarg und elegant – das ist alles andere als Beamtenmentalität und Dienst nach Vorschrift, wie man es oft in anderen TV-Revieren sieht.“

„Der von Mehmet Kurtulus gespielte Undercover-Cop Cenk Batu entwickelte sich zur spannendsten Figur der Reihe: Schnell, komplex und hochmodern waren die Fälle, in denen der extrem wandlungsfähige Kommissar zu sehen war.“